# Small Ngbandi
Pour les articles homonymes, voir Ngbandi.
Small Ngbandi (ou Ngwandi Small, Ngwandi II) est un village du Cameroun situé dans le département de la Meme et la Région du Sud-Ouest. Il fait partie de la commune de Mbonge.

## Population
En 1953, quand Small Ngwandi et Big Ngwandi étaient comptabilisés ensemble, leur population réunie s'élevait à 1 571 personnes, principalement des Mbonge.
Lors du recensement national de 2005, Small Ngwandi, seul, comptait 369 habitants.